# Haryana
Haryana er en indisk delstat.
Indtil 1966 var Haryana en del af Indisk Punjab. De to områder blev delt fordi i Punjab er flertalet panjabitalende og sikhtroende, og i Haryana hinditalende og hindutroende. De deler hovedstaden Chandigarh.
Det store indiske bilfirma Marutis hovedkontor er i Gurgaon.
- Wikimedia Commons har flere filer relateret til Haryana

29°11′03″N 76°19′29″Ø / 29.1842°N 76.3247°Ø